# Ferric Cassinel
Ferric ou Ferry Cassinel, mort le 26 mai 1390 à Nîmes, est un prélat français du XIVe siècle, évêque de Lodève, puis d'Auxerre et enfin archevêque de Reims.
Il est connu comme le promoteur de la fête de la Conception de Marie.

## Famille
Ferric, Ferry ou Ferri est le second fils de François Cassinel, sergent d'armes du roi Jean le Bon, et d'Alix Deschamps de Romainville. La famille de Cassinel, originaire de Lucques en Italie, est issue d'un Jean Cassinel dont un fils sert le roi Philippe le Bel, qui fait ce fils chevalier de son ordre (?) et châtelain de Galargues au diocèse de Nîmes. Ultérieurement, la branche dont est directement issu notre évêque s'est probablement installée à Paris car le père et les plus proches parents de Ferric Cassinel y sont enterrés.
Fratrie
Il a au moins une sœur et deux frères, et peut-être une deuxième sœur ; dont nous ne connaissons ni les dates ni la chronologie des naissances.
- Biette de Cassinel, mariée avant 1336 à Gérard de Montaigu[3],[N 1]. Biette a été citée comme maîtresse du roi Charles V dans les années 1360 ; mais Kerrebrouck[4] et Merlet[5] pensent tous deux qu'elle ne l'a pas été, vu que Charles V avait tout au plus 13 ans (et probablement plus jeune[N 1]) quand le fils de Biette est né. Son fils Jean, supposé par certains être le fils du roi, a été exécuté (la tête tranchée) le 17 octobre 1409[6] ; or une telle exécution est, hormis les cas de haute trahison, extrêmement improbable pour une personne de sang royal et en tous les cas aurait eu un retentissement autrement important que celle qu'a eue cette exécution que Lebeuf ne relève même pas et encore moins la cause de celle-ci.
- Guillaume, chevalier. Il est connu entre autres parce qu'il achète des exécuteurs testamentaires de Jean d'Arcies (80e évêque d'Auxerre 1373-1376) une terre, située sur une terre épiscopale mais sans être pour autant un bien de l'évêché, que Jean d'Arcies avait achetée à Sacy et qu'à la mort de D'Arcy Ferric avait essayé sans succès de récupérer pour l'évêché ; Guillaume revend ensuite cette terre de Sacy à son frère Ferric[7].
- Bertrand, chantre à Auxerre en 1389 - année où il est témoin d'un acte par Ferric Cassinel daté du 1er juin 1389, pour la fondation de 12 messes annuelles en contrepartie de la donation de la terre à Sacy que Ferric a achetée de Guillaume[7]. Il teste le 29 septembre 1397[8]. Il a obtenu la charge de chantre à Auxerre soit à la suite de la résignation de Denis Lopin, soit par nomination par le chapitre[9].
- Une Catherine est citée comme sœur dans le testament de Bertrand Cassinel[10].

¨Proche famille
Son oncle Guillaume seigneur de Pompone, frère aîné de son père a épousé Isabeau de Châtillon veuve de Mathieu seigneur de Roye et proche parent de l'évêque d'Auxerre Guillaume d'Estouteville. Cette relation explique peut-être la nomination de Ferric Cassinel à la succession de Guillaume d'Estouteville sur le siège d'Auxerre.

## Biographie
Ferry devient "docteur en décret" (loi ou théologie ?) le 8 août 1368. Il est d'abord archidiacre du Vexin dans l'Église de Rouen et secrétaire du roi Charles VI, remplissant seulement ces deux fonctions encore en 1371 et, semble-t-il, jusqu'à sa nomination à l'épiscopat de Lodève en 1374. Il ne devient seigneur d'une partie de la seigneurie de Calargues, terre donnée à ses ancêtres, qu'au temps de sa nomination à Lodève.

### 1374: évêque de Lodève
En 1374 le roi le nomme à l'épiscopat de Lodève.
En 1377 Ferry reçoit le titre de capitaine-général en Languedoc dont il est co-gouverneur avec d'Estouville et Pierre de Chevreuse (?-1393) qui lui est également général des finances, et enfin le titre de comte de Montbrun qui appartient aux évêques de Lodève.

### 1382: évêque d'Auxerre
Il est transféré à l'évêché d'Auxerre en 1382.
Église Saint-Eusèbe
Le 12 juin 1384, il fait la dédicace de l'église Saint-Eusèbe laquelle, quoique construite un siècle auparavant, n'avait toujours pas été dédicacée.
Cosne
Il confirme et augmente en 1385 les statuts du chapitre collégial de Cosne.
Jean de Monteson, Guillaume de Vallanconception de Marie
Il est plusieurs fois présent au conseil du roi et au parlement dans les deux ou trois années qui suivent. Et surtout il est notablement présent à la salle de l'évêché de Paris le 24 aout 1387, lorsque Pierre d'Orgement évêque de Paris condamne les propositions de l’aragonais Jean de Monteson qui soutient que Marie mère de Jésus a été conçue dans le péché originel. Cassinel renchérit vivement, étendant le blâme sur les partisans de Monteson. Il déploie son éloquence pour "prouver" que la théorie de Monteson est fausse ; le roi étant présent, Cassinel l'engage à ordonner qu'on célèbre la fête de la Conception et que les partisans de Monteson fassent des rétractations. Il a une dispute publique avec l'évêque d’Évreux Guillaume de Vallan, dominicain, qui soutient d'autres propositions de Monteson et qui en février, forcé par Cassinel, doit se rétracter ou expliquer les points qu'il a soutenus. Du Boulay, historien de l'université au XVIIe siècle (donc non contemporain des faits), montre à cette occasion un Cassinel familier du roi et ayant une grande emprise sur ce dernier.
Cassinel a la parole habile : lorsqu'il prêche à N-D de Paris le jour de l'Annonciation 1388, Jean-Thomas subdélégué de l'inquisiteur révoque sur le parvis de l'église ce que lui-même avait prêché et écrit contre l'immaculée conception et contre l'établissement de la fête.
Fin mai 1388, il est de retour à Auxerre. Or, l'évêque de Nevers passant par Auxerre reconnaît dans l'hôtellerie où il est hébergé un religieux appartenant à une maison de Paris, nommé Étienne Gonthier, jacobin favorable aux idées de Jean de Monteson ; et le fait emprisonner au château d'Auxerre. Le prieur de la maison de l'ordre revendique Gonthier, qui lui est livré par le prévôt d'Auxerre. Cassinel, mis au courant, ordonne qu'on ramène Gonthier au château et que le prévôt le lui amène. Gonthier confirme qu'il souhaite faire appel contre le jugement de l'université rendu contre Jean de Monteson. Ferric le renvoie à l'université à Paris, accompagné d'une lettre du 31 mai 1389 adressée au recteur et à l'université, donnant tout pouvoir de punir Gonthier comme hérétique, de l'excommunier et de le "réaggraver". C'est clairement un abus de pouvoir puisqu'aucune décision du pape ou d'un concile n'a statué sur la doctrine de Monteson.
Prêt au roi
Cette même année 1385 il prête 500 livres au roi "pour aider à faire la guerre aux Anglais" ; cet argent lui est rendu à la fin de l'année (1385) par Plancy, notaire du roi et clerc de ses comptes.
Étienne de Mailly - mesquineries, abus de pouvoir et procès
Étienne de Mailly, official d'Autun puis avocat à Auxerre, plaide pour des gens mis injustement en cause par l'évêque ; il publie aussi un excommuniement requis contre Ferric Cassinel par l'évêque de Lodève - c'est peut-être là ce qui irrite le plus l'évêque. Au fil du procès subséquent, d'autres griefs sont mis à jour : l'évêque "a conçu de la haine" contre de Mailly, dit le procureur, parce que de Mailly a fait partie du conseil des appréhendés pour crime d'hérésie que Ferric Cassinel avait délivrés pour de l'argent. De Mailly a aussi demandé à Bertrand Cassinel, chanoine, l'acte d'une prébende pour le curé de Festigny.
Toujours est-il que Ferric fait arrêter Étienne de Mailly à Auxerre, le fait emprisonner à Régennes et là lui fait donner la géhenne par deux de ses domestiques ; il fait aussi prendre un compagnon de l'avocat. Guillaume frère de l'évêque participe à ces opérations. Là-dessus le parlement donne l'ordre de libérer Étienne de Mailly ; Cassinel fort mécontent s'en plaint en termes injurieux pour la chambre de la Tournelle (à Auxerre), qui procède contre lui pour cette cause. L'évêque doit se présenter devant la cour, exprimer son repentir et prier la cour de lui pardonner ; la cour délibère sur ce point le 11 mai 1387 et décide de surseoir à sa décision sur les paroles désobligeantes de l'évêque. Mais comme Guillaume, frère de l'évêque, est aussi impliqué, le 22 juin suivant le parlement en  présence de l'évêque convoque Guillaume personnellement sous peine de 100 marcs d'argent (s'il ne se présente pas). C'est bientôt un moindre souci pour Cassinel car entre-temps Étienne de Mailly s'est empressé de courir à Avignon où il obtient de la cour de Rome (qui y siège) des lettres l'exemptant de la juridiction spirituelle de l'évêque d'Auxerre. Ainsi armé, il traîne Ferric et Guillaume Cassinel devant le parlement, où cette affaire est plaidée le 28 janvier 1388. De Mailly requiert 8 000 livres d'indemnité contre l'évêque, et contre son frère Guillaume 4 000 livres d'indemnité assorties de l'obligation de faire amende publiquement, "sans chaperon" et à genoux. L'évêque nie en bloc, l'accuse de divers crimes imaginaires et affirme que de Mailly est son justiciable car il est clerc et non  marié. Le procureur, quant à lui, requiert 16 000 livres de dédommagement contre l'évêque et 10 000 livres plus amende publique contre Guillaume. Le 30 janvier 1388 le procès est ajourné ; et le 18 mars suivant le parlement décide d'annuler toutes les procédures faites à Auxerre, Sens, cour de Rome et ailleurs, ordonne la restitution des biens de de Mailly, prie l'évêque de cesser ses mesquineries, enjoint à l'avocat de respecter l'évêque et déclare que de Mailly peut exercer son métier.
Juridiction du doyen de la cathédrale
En 1388 il s'oppose au rétablissement que le doyen de la cathédrale d'Auxerre veut faire de sa juridiction, bien que cette juridiction semble être soutenue par le prince ou ses magistrats car le bailli de Sens et d'Auxerre reçoit le 9 janvier l'ordre de  s'informer sur le lieu où le doyen a son officialité, de vérifier que les officiers sont adéquats et de commettre un promoteur et un appariteur si nécessaire.
Première oraison funèbre en France
Le 7 mai 1388, il prêche à Saint-Denis lors de la messe funèbre ordonnée par le roi en l'honneur du connétable Bertrand Du Guesclin, mort depuis 9 ans. Cette oraison funèbre est la première prononcée en France pour un simple particulier.[réf. souhaitée]
Maladrerie de Toucy, conflit avec la comtesse de Bar
Il donne à son frère le chantre Bertrand un petit bénéfice : la maîtrise de la maladrerie de Toucy. Or ce don va à l'encontre de la comtesse de Bar, dame d'une partie de Toucy, et devient plus tard le sujet de grandes contestations.
Bourads et église Saint-Eusèbe
Il donne des lettres d'amortissement aux moines de Bourads pour une terre qu'ils possèdent sur Varzy.
Sacy
Ferry Cassinel lègue au chapitre la terre de Sacy, achetée par son frère Guillaume Cassinel aux exécuteurs testamentaires de Jean d'Arcies, 80e évêque d'Auxerre 1373-1376, qui lui-même l'avait achetée de Jean de Bello (ou Beaulieu) bourgeois d'Auxerre. Son successeur immédiat l'évêque Guillaume d’Estouteville en avait joui mais non sans payer "certaines sommes". Ferric, qui aurait voulu récupérer cette terre de Sacy pour l'évêché, s'en était fait débouter devant le parlement,.

### Archevêché de Reims et mort
En 1390 Ferric Cassinel vient d'être muté à l'archevêché de Reims. Dès le début de son épiscopat à Auxerre, il s'était préoccupé de sa propre famille au détriment de son évêché, qu'il quitte en laissant ce dernier endetté de 1 750 florins. Il part pour Avignon remercier le pape Clément VII, puis passe par le Languedoc où il possède un patrimoine et où il a l'intention, d'après la chronique de Charles VI, de « punir des malversateurs » ; mais il n'atteint pas Reims : il est empoisonné en route et meurt à Nîmes le 26 mai 1390. Son corps est rapatrié à Auxerre où il est enterré entre deux piliers du sanctuaire à gauche du grand autel, sous un superbe mausolée érigé par sa famille reconnaissante et qui sert de prétexte pour qu'il soit enterré contre la coutume si près de l'autel. La chronique de Charles VI soupçonne les jacobins (peut-être ceux du couvent des jacobins d'Auxerre) de l'empoisonnement, sans pouvoir en donner la preuve mais parce que « c'était l'homme qu'ils haïssaient le plus au monde » ; Henri Martin attribue ce meurtre plutôt au duc de Berry, qui aurait redouté « la poursuite de ses malversations en Languedoc ».